# The Sims (jogo eletrônico)
The Sims é um jogo eletrônico de simulação de vida desenvolvido pela Maxis e publicado pela Electronic Arts em 2000. O jogo permite aos jogadores criar e controlar pessoas virtuais, chamadas “Sims”, e gerenciar suas vidas diárias em um ambiente suburbano. O jogo apresenta uma jogabilidade aberta, onde os jogadores podem escolher suas próprias metas e objetivos e personalizar a aparência, personalidade, habilidades, relacionamentos e ambiente de seus Sims. Também foi lançada uma série de pacotes de expansão que adicionam novos conteúdos e recursos ao jogo, como novas carreiras, itens, locais e cenários.
O desenvolvimento do jogo foi liderado por Will Wright, e o jogo foi uma continuação da série anterior SimCity de Wright. Wright foi inspirado para criar o jogo pelo livro de Christopher Alexander de 1977 Uma Linguagem de Padrões, e pelo livro de Scott McCloud de 1993 Understanding Comics que mais tarde desempenhou um papel no design do jogo. Sete pacotes de expansão foram lançados de 2000 a 2003, cada um adicionando novos itens, personagens, skins e recursos.
Após o lançamento, The Sims recebeu ampla aclamação da crítica e foi descrito por Wright como tendo sucesso em atrair jogadores casuais e mulheres. Ele também ganhou vários prêmios e ficou em 31º lugar na lista dos 50 melhores videogames de todos os tempos da Time. O jogo também teve sucesso comercial, sendo um dos jogos para PC mais vendidos de todos os tempos, com 11,5 milhões de cópias vendidas. Várias sequências da série The Sims foram lançadas —The Sims 2 em 2004, The Sims 3 em 2009 e The Sims 4 em 2014.

## Jogabilidade
A estrutura do jogo é um programa de vida artificial baseado em agentes. A apresentação da inteligência artificial do jogo é avançada e os Sims responderão às condições externas de forma independente, embora muitas vezes a intervenção do jogador seja necessária para manter os Sims no caminho certo. The Sims tecnicamente tem valor de repetição ilimitado, pois não há como realmente ganhar o jogo e o jogador pode jogar indefinidamente. Foi descrito mais como um brinquedo do que um jogo.
Os Sims são influenciados pelo jogador para interagir com objetos ou outros Sims. Os Sims podem receber convidados em seu lote residencial, convidados ou não, de outros lotes jogáveis, ou de Sims personagens não jogáveis (NPC) desabrigados. Se habilitado nas opções do jogo, os Sims têm uma certa quantidade de livre-arbítrio, permitindo-lhes interagir de forma autônoma com seu mundo. No entanto, o jogador pode substituir a maioria dessas ações autônomas cancelando-as na fila de ações na parte superior da tela. Ao contrário dos ambientes simulados em jogos como SimCity, SimEarth ou SimLife, os Sims não são totalmente autônomos. Eles são incapazes de realizar certas ações sem comandos específicos, como pagar contas, encontrar um emprego, fazer exercícios e conceber filhos. Os Sims se comunicam em uma linguagem fictícia chamada Simlish, que é composta principalmente de barulhos de peido e dizer bobagens.
O jogador pode tomar decisões sobre o tempo gasto no desenvolvimento de habilidades, como exercícios, leitura, criatividade e lógica, adicionando atividades à agenda diária dos Sims. Necessidades diárias como higiene e alimentação também podem e devem ser programadas. Embora os Sims possam realizar essas ações de forma autônoma, eles podem não priorizá-las de forma eficaz e podem sofrer consequências por negligenciarem suas próprias necessidades. Além disso, os Sims devem manter orçamentos equilibrados e geralmente complementar a renda conseguindo um emprego. Os Sims podem ganhar promoções cumprindo habilidades e mantendo amizades com outras pessoas em cada nível, o que leva a novos cargos, aumento de salários e horários de trabalho diferentes. Alternativamente, os Sims podem criar e vender várias obras de arte e itens em casa.
Embora não haja um objetivo final para o jogo, existem estados de falha no The Sims. Uma é que os Sims podem morrer de fome, afogamento, incêndio ou eletrocussão (ou de causas naturais/idade em certas versões). Quando um Sim morre, uma lápide ou urna aparecerá (em pacotes de expansão posteriores, a Dona Morte aparecerá primeiro), e o fantasma do falecido Sim pode assombrar o prédio onde morreu. Além disso, os Sims podem deixar o jogo para sempre e nunca mais voltar, ou dois Sims adultos com um relacionamento ruim podem brigar, resultando na saída de um deles. As crianças serão mandadas para a escola militar se reprovarem nas aulas. Se as necessidades de um bebê Sim não estiverem sendo atendidas, um funcionário de assistência social retirará o bebê de sua casa e ele não poderá mais ser devolvido.

### Ferramentas de construção
Quando o modo “Ao vivo” ocorre no jogo, o jogador pode entrar no modo "Construção" ou no modo "Compra" para pausar o tempo e reformar a casa ou lote. Quando o jogo começa, cada família começa com §20.000 simoleons (independentemente do número de membros). Esses recursos podem ser usados para comprar uma pequena casa ou terreno baldio na tela do bairro. Após comprar um lote, o usuário pode construir ou reformar uma casa no modo Construção ou comprar ou mover móveis no modo Compra. Todos os recursos e móveis arquitetônicos e personalizáveis nos modos Construção e Compra seguem um sistema de ladrilhos quadrados, no qual os itens devem ser colocados em um ladrilho. Paredes e cercas estendem-se ao longo da borda de um ladrilho e podem seguir a borda do ladrilho ou cruzá-lo diagonalmente, mas os móveis não podem ser colocados em nenhum dos lados de um ladrilho cruzado. O jogo base contém mais de 150 itens, incluindo móveis e elementos arquitetônicos.
Além disso, o jogo inclui um sistema de arquitetura. O jogo foi originalmente projetado apenas como um simulador de arquitetura, com os Sims lá apenas para avaliar as casas, mas durante o desenvolvimento, foi decidido que os Sims eram mais interessantes do que inicialmente previsto, e seu papel antes limitado no jogo foi desenvolvido ainda mais.
Os jogadores têm uma ampla escolha de objetos que seus respectivos sims podem comprar. Os objetos se enquadram em uma das oito grandes categorias: assentos, superfícies, decorações, eletrônicos, eletrodomésticos, encanamentos, iluminação e diversos.

## Desenvolvimento
A inspiração original para The Sims foi o livro de Christopher Alexander sobre arquitetura e design urbano, Uma Linguagem de Padrões. O designer de jogos Will Wright foi inspirado pelo foco do livro na funcionalidade da arquitetura, já que Alexander baseou seus princípios de design na usabilidade estrutural, em vez de em valores estéticos. Wright queria criar um jogo de simulação que permitisse o comportamento humano e a interação por meio do design. O livro de Scott McCloud de 1993 Understanding Comics tornou-se uma grande influência no design de The Sims mais tarde, pois defende um certo tipo de "colaboração" entre designer e consumidor e descreve o valor de abstração para envolver leitores ou jogadores em uma história.
Will Wright começou a trabalhar no The Sims depois de lançar SimAnt em 1991. Foi nesse mesmo ano que ele perdeu sua casa durante a tempestade de fogo de Oakland em 1991, e ele incorporou sua experiência de reconstruir sua vida no jogo. No entanto, o conceito do jogo foi muito mal recebido por um grupo de foco, então Wright teve dificuldade em fazer o projeto decolar. Ele conseguiu convencer sua empresa a deixá-lo trabalhar no projeto (codinome "Projeto X" na época) em segundo plano enquanto desenvolvia SimCity 2000 e SimCopter. Ele recebeu um programador emprestado para o projeto, Jamie Doornbos, que se tornou o programador principal do The Sims. Durante os primeiros anos do projeto, Wright e Doornbos desenvolveram principalmente um sistema aberto de comportamento dos personagens. À medida que o projeto continuou, Wright descobriu que o aspecto social do jogo acabou sendo altamente envolvente, e a equipe começou a se concentrar mais nos personagens do jogo, permitindo que os Sims visitassem as casas uns dos outros e implementando projetos de longo prazo.  relacionamentos.
Wright mencionou jogar Little Computer People e receber feedback valioso sobre The Sims de várias pessoas envolvidas com o jogo, incluindo seu designer, Rich Gold.
Uma demonstração do jogo foi apresentada na Electronic Entertainment Expo de 1999. Durante uma exibição para a imprensa, duas personagens femininas em um casamento no jogo se apaixonaram e se beijaram. Após o evento, a mecânica do relacionamento foi modificada ainda mais para que a orientação sexual do personagem fosse definida dependendo das ações do jogador.
The Sims usa uma combinação de técnicas gráficas 3D e 2D. Os próprios Sims são renderizados em 3D, enquanto a casa e todos os seus objetos são pré-renderizados e exibidos diametralmente.
Para o lançamento japonês do jogo, o jogo foi renomeado para SimPeople (シムピープル) para corresponder às convenções de nomenclatura dos outros jogos Sim da Maxis.

### Música
A música do jogo foi composta por Jerry Martin, Marc Russo, Kirk R. Casey e Dix Bruce, com participação adicional do pianista de jazz John R Burr para as músicas usadas no Modo Construção do jogo. O disco do jogo contém 37 faixas, das quais 15 foram publicadas em 2007 como trilha sonora oficial. A maioria das faixas não contém vocais, mas algumas delas apresentam letras em Simlish.

### Cena de modificação
The Sims é creditado por abrir a modificação para um novo grupo demográfico, tornando mais fácil para “modificadores casuais” modificar o jogo. The Sims foi projetado de forma que fosse fácil adicionar conteúdo criado pelo usuário (também conhecido como conteúdo personalizado ou “CC”) ao jogo, com Will Wright afirmando em uma entrevista que queria colocar o jogador no papel de designer. A Maxis lançou ferramentas de modificação para The Sims antes do jogo em si, resultando em um conjunto de mods criados por fãs disponíveis no lançamento. Os sites para baixar CCs e mods incluem The Sims Resource e Mod The Sims.

## Pacotes de expansão
The Sims teve um total de sete pacotes de expansão lançados em seu ciclo de vida. Cada expansão geralmente adiciona novos itens, vizinhanças, personagens, skins e recursos.
| Nome                             | Data de lançamento                                             | Descrição |
| -------------------------------- | -------------------------------------------------------------- | --- |
| Livin' Large Gozando a Vida      | - AN: 31 de agosto de 2000                                     | Adiciona novos personagens, carreiras, itens e recursos não convencionais para a casa. |
| House Party Fazendo a Festa      | - AN: 2 de abril de 2001 - AN: 4 de outubro de 2002 (reedição) | Dá aos jogadores a capacidade e facilidades para realizar festas e reuniões nas casas de seus Sims. Drew Carey faz uma pequena aparição no jogo se os Sims do jogador derem uma festa boa o suficiente. |
| Hot Date Encontro Marcado        | - AN: 12 de novembro de 2001                                   | Adiciona novos itens, personagens e a capacidade dos Sims deixarem suas casas e viajarem para novos destinos. Adiciona novo destino, “Centro”, composto por dez novos lotes. Apresenta um sistema de relacionamento renovado envolvendo relacionamentos de curto e longo prazo. Adiciona a capacidade de carregar inventário e dar presentes a outros Sims.                                                                    |
| Vacation Em Férias               | - AN: 28 de março de 2002                                      | Introduz um novo destino chamado “Ilha de Férias”, onde os Sims podem tirar férias com familiares ou outros Sims e marca a primeira vez que os Sims podem ficar em lotes fora de casa. Adiciona a capacidade de salvar o jogo enquanto um Sim está na Ilha de Férias. Permite que os Sims comprem ou encontrem lembranças, fiquem em um hotel ou aluguem uma barraca/iglu.                                                     |
| Unleashed O Bicho Vai Pegar      | - AN: 7 de novembro de 2002                                    | Introduz animais de estimação no jogo. Permite que cães e gatos sejam tratados como Sims em vez de objetos. Introduz jardinagem e expande o bairro original de dez lotes para mais de quarenta lotes, com a capacidade adicional de rezonear esses lotes para uso residencial ou comunitário. Permite que lotes comunitários sejam modificados para lojas, cafés e outros estabelecimentos comerciais.                         |
| Superstar                        | - AN: 13 de maio de 2003                                       | Permite que os Sims se tornem figuras do entretenimento e inclui representações de diversas personalidades famosas. Celebridades podem fazer aparições, mas não podem ser controladas pelo jogador. Adiciona novos itens de trabalho e lazer, e um novo destino chamado “Studio Town”, que funciona como local de trabalho para Sims celebridades. Permite que Sims que não sejam celebridades visitem Studio Town para lazer. |
| Makin' Magic Num Passe de Mágica | - AN: 29 de outubro de 2003                                    | Introduz magia no jogo e permite que os Sims lancem feitiços, forjem amuletos e comprem ingredientes alquímicos. Apresenta os lotes Magic Town, que abrigam vendedores de ingredientes e itens mágicos e uma série de minijogos relacionados à magia. Apresenta panificação e produção de néctar. Adiciona lotes residenciais adicionais em Magic Town.                                                                        |

### Compilações de expansão
| Nome da coleção               | Da ata de lançamento  | Volumes |
| ----------------------------- | --------------------- | --- |
| The Sims Expansion Collection | 15 de março de 2005   | Volume Um - The Sims: House Party e The Sims: Unleashed. Volume Dois - The Sims: Hot Date e The Sims: Makin' Magic. Volume Três - The Sims: Vacation e The Sims: Superstar. |
| The Sims Expansion Three-Pack | 1 de novembro de 2005 | Volume Um - The Sims: House Party, The Sims: Unleashed e The Sims: Superstar. Volume Dois - The Sims: Hot Date, The Sims: Vacation e The Sims: Makin' Magic                 |

## Recepção

### Recepção critica
The Sims recebeu "aclamação universal" de acordo com o agregador de análises Metacritic, que atribuiu ao jogo uma pontuação de 92%. O jogo recebeu elogios por sua jogabilidade aberta, permitindo aos jogadores escolher suas próprias metas e objetivos, bem como seu design de som, gráficos "nítidos" e humor. Os revisores compararam positivamente The Sims ao título de 1999 da Maxis SimCity 3000. GameSpot atribuiu uma revisão de 9.1/10, descrevendo-a como "altamente detalhada". IGN deu ao jogo uma pontuação de 9,4/10 e elogiou sua interface de usuário fácil de usar. Jeff Lundrigan analisou a versão para PC do jogo para Next Generation, classificando-a com quatro estrelas de cinco, dizendo "Não perca. Corra, não ande. E reserve muito tempo."
Will Wright, o designer do jogo, disse que o jogo tem sido um sucesso em vários aspectos - atraindo jogadores casuais e mulheres (estas últimas representando quase 60% dos jogadores).
Em 2012, o jogo foi um dos 14 videogames selecionados pelo Museu de Arte Moderna como base para uma coleção pretendida de 40 jogos.
As portas PlayStation 2, Xbox e GameCube receberam pontuações que variam de 81,05% a 85,80% no GameRankings.

### Prêmios
The Sims ganhou vários prêmios, incluindo o "Prêmio Jogo do Ano" do GameSpot em 2000. Durante o 3º Prêmio Anual Interactive Achievement Awards (agora conhecido como D.I.C.E. Awards), o The Sims ganhou "Jogo do Ano", "Realização Notável em Design de Jogos" e "Realização Notável em Engenharia de Jogos" (junto com indicações para "Título de Entretenimento Familiar para Computadores do Ano" e "Realização Notável em Direção de Arte"). Game Informer classificou-o como o 80º melhor jogo já feito em sua 100ª edição em 2001. Em 2005, The Sims foi incluído na lista dos melhores jogos de todos os tempos da GameSpot. Em 2016, o Forte Museu Nacional do Jogo introduziu The Sims no seu Hall da Fama Mundial dos Videogames. Em agosto de 2016, The Sims ficou em 31º lugar na lista dos 50 melhores videogames de todos os tempos da Time. Em 2019, ficou em 17º lugar na lista dos 50 melhores videogames do século 21 do jornal The Guardian.

### Vendas
The Sims foi lançado em 4 de fevereiro de 2000, e se tornou um best-seller logo após o lançamento. Nos Estados Unidos, foi o jogo de computador mais vendido de 2000, com vendas internas de 1,77 milhão de unidades e receitas de US$ 72,9 milhões. Permaneceu como o título de computador número 1 do país em 2001, quando vendeu mais 1,48 milhão de unidades e obteve mais US$ 60,4 milhões em receita. Em 2002, The Sims se tornou o jogo para PC mais vendido da história na época, desbancando Myst ao vender mais de 6,3 milhões de cópias em todo o mundo.
Em fevereiro de 2005, o jogo vendeu 16 milhões de cópias em todo o mundo. Em julho de 2006, as versões para console da série The Sims haviam vendido um total combinado de 3,5 milhões de unidades nos Estados Unidos.
Next Generation classificou The Sims como o 45º jogo mais vendido lançado para PlayStation 2, Xbox ou GameCube entre janeiro de 2000 e julho de 2006 nos Estados Unidos.
Em março de 2015, The Sims havia vendido mais de 11,24 milhões de cópias para PC, tornando-o um dos jogos para PC mais vendidos de todos os tempos.

## Sequências e legado
The Sims foi seguido pelas sequências The Sims 2 (2004), The Sims 3 (2009) e The Sims 4 (2014).
As versões de console de The Sims foram seguidas por uma sequência, The Sims Bustin' Out, e um jogo spin-off, The Urbz: Sims In The City. Essas versões incorporam alguns recursos de pacotes de expansão de PC posteriores, e Bustin' Out adiciona um modo multiplayer com suporte para dois jogadores simultâneos.